# Pociąg agitacyjny

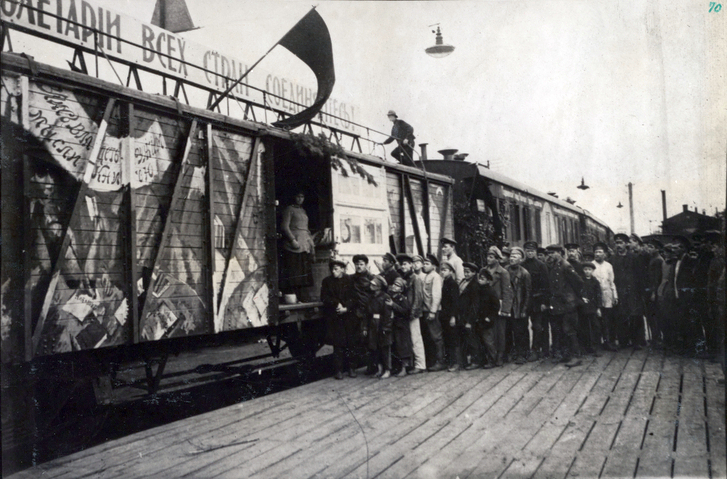
Pociąg agitacyjny W.I. Lenin

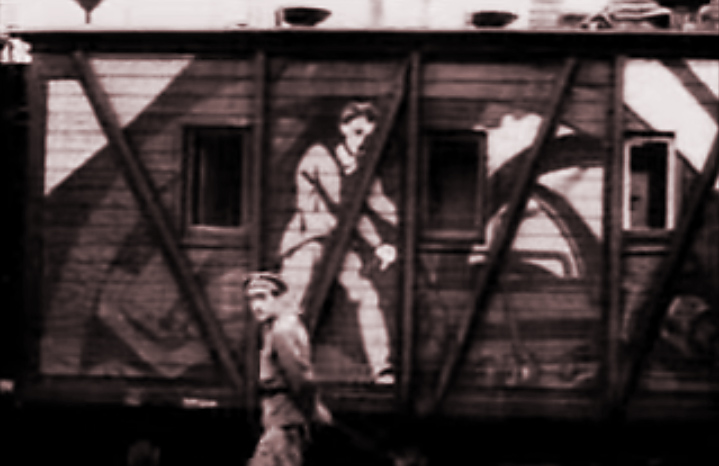
Propagandowa grafika na pociągu

Pociąg agitacyjny (ros. агитпоезд, agitpojezd) – lokomotywa ze specjalnymi wagonami wyposażonymi w materiały propagandowe bolszewickiego rządu Rosji Radzieckiej, wykorzystywana podczas rosyjskiej wojny domowej, w czasach komunizmu wojennego i Nowej Polityki Ekonomicznej. Jaskrawo pomalowane i zaopatrzone w prasę drukarską, biuro skarg, wydrukowane ulotki i broszury polityczne, książki biblioteczne i mobilne kino, pociągi agitacyjne podróżowały po szynach Rosji, Syberii i Ukrainy, zaszczepiając komunistyczną propagandę rozproszonym i odizolowanym chłopom.
Wprowadzone w sierpniu 1918 roku pociągi do agitacji – i ich bliskie odpowiedniki, miejski tramwaj do agitacji (ros. агиттрамвай), punkt do agitacji w miastach i na stacjach kolejowych (ros. агитпункт) oraz parowiec do agitacji (ros. агитпарaход) – wykorzystywano w ograniczonym zakresie przez całe lata 20. XX wieku. Koncepcja pociągu agitacyjnego została ponownie zastosowana podczas II wojny światowej jako mechanizm bezpośredniego rozpowszechniania informacji w czasie, gdy zawodziły zwykłe środki komunikacji i rządowe struktury kontroli między centrum a peryferiami Związku Radzieckiego.

## Historia

### Geneza
Podczas rosyjskiej wojny domowej w latach 1918–1922, operacje wojskowe odbywały się zwykle w obrębie wąskiej sieci linii kolejowych rozsianych po całym kraju. Linia frontu pomiędzy Armią Czerwoną rewolucyjnego rządu bolszewickiego a wojskami białych przesuwała się tam i z powrotem, a miasta i okręgi przechodziły spod kontroli jednych pod kontrolę drugich. Penetracja nowych bolszewickich instytucji rządowych i funkcjonariuszy partyjnych poza głównymi obszarami metropolitalnymi była wyjątkowo słaba. Od początku wojny domowej pociągami wysyłano na front mówców agitacyjnych i drukowane materiały propagandowe, aby wzmocnić poparcie dla komunistów wśród ochotników i poborowych Armii Czerwonej, a przewodniczący Rewolucyjnej Rady Wojennej Lew Trocki zorganizował własny pociąg pancerny, aby umożliwić sobie i swoim współpracownikom łatwe przemieszczanie się z jednego odcinka frontu na drugi.
Latem 1918 roku postanowiono rozszerzyć rolę pociągów poza okazjonalne rozdawanie ulotek, tworząc stały pociąg agitacyjny celem agitacji i propagandy (agitprop), o nazwie W.I. Lenin. Pociąg został po raz pierwszy użyty na froncie wołżańskim 13 sierpnia 1918 roku. Bolszewicy wykorzystywali również jaskrawo udekorowany tramwaj agitacyjny w miastach, jako miejsce gromadzące tłum podczas przedstawień teatralnych na świeżym powietrzu.

### Rozwój
Pociąg agitacyjny W.I. Lenin został uznany przez rząd bolszewicki za tak skuteczny, że natychmiast nakazano utworzenie pięciu dodatkowych pociągów agitacyjnych. Ta nowa flota została oddana pod kierownictwo specjalnej komisji powołanej w styczniu 1919 roku. Oprócz oczywistego wykorzystania ich jako narzędzia szerzenia informacji i idei korzystnych dla reżimu komunistycznego, pociągi agitacyjne służyły niektórym przywódcom sowieckim jako mechanizm zdobywania informacji z pierwszej ręki o sytuacji w kraju poza jego ośrodkami miejskimi. W działaniach pociągu agitacyjnego Rewolucja Październikowa w różnych okresach uczestniczyli: ludowy komisarz sprawiedliwości Dmitrij Kurski, ludowy komisarz zdrowia Nikołaj Siemaszko, ludowy komisarz spraw wewnętrznych Hryhorij Petrowski i ludowy komisarz oświaty Anatolij Łunaczarski.
Pociągi agitacyjne wykorzystywane były również przez bolszewickich przywódców politycznych, między innymi Michaiła Kalinina. Najbardziej znany z pociągów agitacyjnych Rewolucja Październikowa z którego korzystał Kalinin, większość lat wojny domowej spędził na szynach – w samym 1919 roku pociąg odbył kilkanaście kursów, a każdy z nich trwał średnio około trzech tygodni. Przez cały rok pociąg podążał za przesuwającym się frontem, starając się podnieść morale żołnierzy Armii Czerwonej biorących udział w działaniach wojennych oraz zbudować poparcie dla rewolucji w miastach i zaludnionych enklawach położonych na tyłach frontu. Kalinin przemawiając do wiejskiej publiczności podkreślał swoje chłopskie pochodzenie, zwoływał wiejskie zebrania i pytał o płatności za rekwizycje i redystrybucję ziemi – drażliwe kwestie, które były niezwykle istotne dla biednych rolników. Bardziej kontrowersyjne aspekty polityki radzieckiej, takie jak ograniczenia w handlu zbożem, przedstawiano w kontekście ich końcowego celu, przynoszącego korzyści wszystkim, i kierowano żarliwe apele do chłopów, aby dobrowolnie przekazywali żywność głodującym miastom.
Oficjalne statystyki radzieckie – prawdopodobnie w pewnym stopniu zawyżone – wskazywały, że w latach 1919 i 1920 partyjni działacze, którzy podróżowali pociągami i parowcami agitacyjnymi oraz na rowerach odwiedzili 4000 biur i fabryk, odbyli 1891 spotkań, wygłosili ponad 1000 wykładów i rozdali około 1,5 miliona ulotek i gazet. W tych latach kinowe prezentacje w pociągach i parowcach obejrzało łącznie ponad 2 miliony widzów.

### Wyposażenie
Pociągi agitacyjne liczyły często od 16 do 18 wagonów. Były one w jaskrawych kolorach, zaopatrzone we flagi oraz w hasła i grafiki propagandowe. Czołowi artyści bolszewiccy, tacy, jak Władimir Majakowski (1893–1930), El Lissitzky (1890–1941) i Kazimierz Malewicz (1879–1935), otrzymywali zlecenia na malowanie zewnętrznych części wagonów, a ich prace zapadały w pamięć, choć czasami krytykowano je jako zbyt abstrakcyjne dla słabo wykształconej publiczności wiejskiej.
W każdym wagonie znajdował się wybór broszur politycznych, plakatów i gazet do dystrybucji, a także mała biblioteka. W pociągach znajdowała się także przenośna ciemnia do wywoływania zdjęć. Kluczowym elementem pociągów był specjalny wagon kinowy, w którym wyświetlano nieme filmy o pożądanym przez bolszewików przekazie. Dla wielu chłopów stanowiło to pierwszy kontakt z medium filmowym i okazało się bardzo przydatne, aby dotrzeć do w większości niepiśmiennych i wielojęzycznych odbiorców za pomocą prostych komunikatów na temat nowego rewolucyjnego rządu. W pierwszym roku swojej działalności pociąg agitacyjny Rewolucja Październikowa przeprowadził 430 bezpłatnych pokazów filmowych, docierając do widowni szacowanej na setki tysięcy ludzi.

## ParowiecCzerwona Gwiazda
Bolszewicy zainspirowani sukcesem pociągu agitacyjnego w 1919 roku wykorzystali w podobny sposób parowiec agitacyjny Czerwona Gwiazda. Statek ten spędził kilka miesięcy w 1919 i latem 1920 roku, żeglując w górę i w dół Wołgi, często przybijając do brzegu i umożliwiając wejście na pokład gościom. W ciągu swojej dwuletniej działalności Czerwona Gwiazda wyemitowała ponad 400 pokazów filmowych, docierając do ponad pół miliona widzów.
Podobnie jak w przypadku pociągów agitacyjnych, wśród najaktywniejszych uczestników rejsów Czerwonej Gwiazdy byli przywódcy najwyższych szczebli Rosyjskiej Komunistycznej Partii (bolszewików), w tym Wiaczesław Mołotow i żona Włodzimierza Lenina Nadieżda Krupska. Krupska wspominała później, że Lenin chciał też się w to zaangażować, ale nie mógł tego zrobić z powodu swoich licznych innych obowiązków.